# Alnaryd Västra
Alnaryd Västra este o arie protejată (arie specială de conservare — SAC, sit de importanță comunitară — SCI) din Suedia întinsă pe o suprafață de 23,8 ha, integral pe uscat.

## Localizare
Centrul sitului Alnaryd Västra este situat la coordonatele 56°21′17″N 15°25′22″E / 56.3546°N 15.4229°E.

## Înființare
Situl Alnaryd Västra a fost declarat sit de importanță comunitară în aprilie 2004 pentru a proteja un număr necunoscut de specii din flora spontană și fauna sălbatică aflate în arealul zonei. Situl a fost protejat și ca arie specială de conservare în martie 2011.

## Biodiversitate
Situată în ecoregiunea boreală, aria protejată conține 3 habitate naturale: Păduri acidofile de stejar bătrân cu Quercus robur pe câmpii nisipoase, Păduri de stejar sau de stejar și carpen sub-atlantice și medio-europene de Carpinion betuli, Păduri de fag Luzulo-Fagetum.
La baza desemnării sitului se află un număr nedeclarat de specii protejate.